# Lakelandterrier
Lakelandterrier är en terrier som påminner mycket om welshterriern eller en liten airedaleterrier. Rasen härstammar från the Lake District och Cumberland i nordvästra England.

## Historia
Lakelandterriern har sitt ursprung i lokala typer av jagande terrier kända som Patterdale Terrier och Fell Terrier. Dessa användes framförallt för jakt på rödräv som skydd för får och höns på småjordbruken. Hundarna skulle kunna jaga inte bara i gryt utan även i klippterräng och kunna följa räven upp på avsatser. Jaktsättet bestod i att hundarna själva dödade rävarna.
1912 visades lakelandterriern första gången på en lokal utställning under namnet Cumberland County Terrier. En första rasklubb för organiserad avel bildades också, men insatserna avbröts av första världskriget. 1921 bildades en ny rasklubb och rasstandard skrevs. Först 1928 tillät brittiska the Kennel Club att hundarna registrerades och fick delta på officiella utställningar och 1931 blev lakelandterriern erkänd som ras.

## Egenskaper
Den är glad, orädd och självständig och vänlig mot människor. Den gillar fartfyllda aktiviteter och är lämplig för agility. De kan även utmärka sig på lydnadsprov och i rallylydnad. De är mycket roade av att söka och spåra.

## Utseende
Lakelandterriern har en grövre byggnad än welshterriern och finns i fler färgvarianter. Den skall ändå vara elegant och kompakt. Halsen skall ha god resning och svansen är högt ansatt. Pälsen trimmas ca tre gånger om året. Pälsen är smutsavstötande, därför behöver den inte badas särskilt ofta.